# Cirque de Rouen
Construit en 1894 et détruit en 1973, le Cirque de Rouen a été pendant de nombreuses années la plus grande salle de spectacle de la ville de Rouen. Il peut, en effet, recevoir jusqu'à 3 000 spectateurs, mais il comprend également des écuries, une salle des fêtes de 1 000 places et une brasserie. Deux cirques se succèdent : le Piège et le Rancy.
Le cirque est inauguré le 18 octobre 1894 par un gala auquel assistent 3 000 personnes.
En 1896, avec la foire Saint-Romain, des séances de cinématographe y sont projetées, organisées par Pathé, Omnia et Gaumont, qui en fait la première salle rouennaise. Au début du XXe siècle, des congrès s'y organisent, comme celui de 1905 avec la présence de Jean Jaurès, Aristide Briand et Pierre Renaudel.
De 1941 à 1962, il accueille les saisons lyriques rouennaises en attendant la reconstruction du Théâtre des Arts détruit en 1944. Il accueille à cette occasion : Duke Ellington en 1950, Roberto Benzi en 1952 ou encore Louis Armstrong en 1955 et Roger Nicolas en tournée en 1958. Au cours des années 1960, des groupes de rock rouennais s'y produisent : les Rapaces, les Météores… En 1968, les étudiants occupent le cirque.
Trop vétuste, le cirque ferme en avril 1973 pour être démoli à partir de septembre 1973. Le cirque se trouvait boulevard de l'Yser, à proximité de la place du Boulingrin, à l'emplacement du terminus du métro de Rouen.